# Liste des dirigeants actuels des États malaisiens
 (août 2023).
Cette page dresse la liste des dirigeants actuels des 13 États et des 3 territoires malaisiens. Les 3 territoires forment ensemble un territoire fédéral sous tutelle du ministre des affaires fédérales.

## Dirigeants des États
| État            | Statut                 | Nom                                            | Depuis (le)       |
| --------------- | ---------------------- | ---------------------------------------------- | ----------------- |
| Johor           | Sultan                 | Ibrahim Ismail                                 | 22 janvier 2010   |
| Johor           | Ministre en chef       | Mohamed Khaled Nordin                          | 14 mai 2013       |
| Kedah           | Sultan                 | Mahmud Sallehuddin                             | 11 septembre 2017 |
| Kedah           | Ministre en chef       | Datuk Seri Ahmad Bashah Md Hanipah             | 4 février 2016    |
| Kelantan        | Sultan                 | Muhammad V                                     | 13 septembre 2010 |
| Kelantan        | Sultan                 | Tengku Muhammad Faiz Petra (régent)            | 13 décembre 2016  |
| Kelantan        | Ministre en chef       | Datuk Ahmad Yakob                              | 6 mai 2013        |
| Malacca         | Gouverneur             | Tan Sri Khalil Yaakob                          | 4 janvier 2004    |
| Malacca         | Ministre en chef       | Datuk Idris Haron                              | 7 mai 2013        |
| Negeri Sembilan | Sultan                 | Tuanku Mukhriz                                 | 29 décembre 2008  |
| Negeri Sembilan | Ministre en chef       | Datuk Mohamad Hasan                            | 25 mars 2004      |
| Negeri Sembilan | Sultan de Jelebu       | Datuk Musa bin Wahab                           | 4 février 1980    |
| Negeri Sembilan | Undang de Johol        | Datuk Mohd Jan bin Abdul Ghani                 | 13 mars 2007      |
| Negeri Sembilan | Undang de Rembau       | Datuk Lela Maharaja Muhammad bin Sharif Othman | 21 novembre 1998  |
| Negeri Sembilan | Undang de Sungai Ujong | Datuk Mubarak bin Thahak                       | 29 décembre 1993  |
| Negeri Sembilan | Tunku de Tampin        | Saiyid Razman ibni Saiyid Idris al-Qadri       | 26 décembre 2005  |
| Pahang          | Sultan                 | Abdullah Shah                                  | 15 janvier 2019   |
| Pahang          | Ministre en chef       | Datuk Seri Adnan Yaakob                        | 20 mai 1999       |
| Penang          | Gouverneur             | Haji Abdul Rahman bin Haji Abbas               | 1er mai 2001      |
| Penang          | Ministre en chef       | Lim Guan Eng                                   | 11 mars 2008      |
| Perak           | Sultan                 | Nazrin Shah                                    | 29 mai 2014       |
| Perak           | Ministre en chef       | Datuk Zambry Abdul Kadir                       | 12 mai 2009       |
| Perlis          | Sultan                 | Sirajuddin                                     | 17 avril 2000     |
| Perlis          | Ministre en chef       | Azlan Man                                      | 7 mai 2013        |
| Sabah           | Gouverneur             | Datuk Ahmadshah Abdullah                       | 1er janvier 2003  |
| Sabah           | Premier ministre       | Datuk Musa Aman                                | 27 mars 2003      |
| Sarawak         | Gouverneur             | Pehin Sri Abdul Taib Mahmud                    | 1er mars 2014     |
| Sarawak         | Premier ministre       | Datuk Amar Abang Johari Tun Openg              | 13 janvier 2017   |
| Selangor        | Sultan                 | Sultan Sharafuddin                             | 22 novembre 2001  |
| Selangor        | Premier ministre       | Mohamed Azmin Ali                              | 23 septembre 2014 |
| Terengganu      | Sultan                 | Mizan Zainal Abidin                            | 15 mai 1998       |
| Terengganu      | Premier ministre       | Datuk Ahmad Razif Abdul Rahman                 | 12 mai 2014       |

## Dirigeants du Territoire fédéral
| Territoire         | Statut                          | Nom                        | Depuis (le)     |
| ------------------ | ------------------------------- | -------------------------- | --------------- |
| Territoire fédéral | Ministre des affaires fédérales | Tengku Adnan Tengku Mansor | 16 mai 2013     |
| Kuala Lumpur       | Maire                           | Datuk Ahmad Phesal Talib   | 18 juillet 2012 |
| Labuan             | Président de la Corporation     | Datuk Yusof Mahal          | 1er juin 2011   |
| Putrajaya          | Chef de l’autorité locale       | Tan Sri Aseh Che Mat       | 1er août 2012   |

## Note(s)
1. ↑  Régent jusqu’au 23 janvier 2010.
2. ↑  Régent du 24 mai 2009 au 13 septembre 2010.
3. ↑  Régent du 26 avril 1989 au 25 avril 1994 et du 28 janvier 2008 au 29 mai 2014.
4. ↑  Précédemment du 6 février au 11 mai 2009.
5. ↑  Premier ministre du 26 mars 1981 au 28 février 2014.
6. ↑  Intérim de Muhammad Ismail du 13 décembre 2006 au 12 décembre 2011.
7. ↑  Précédemment par intérim du 1er au 30 juin 2009.